# أبو بكر غيندو
أبو بكر غيندو (بالفرنسية: Aboubacar Guindo)‏ (30 مايو 1981 بباماكو في مالي - ) هو لاعب كرة قدم مالي في مركز الهجوم. لعب مع نادي باريس ونادي باسي فالي أور ونادي مانتوا وES Viry-Châtillon ‏ وFC Aurillac Arpajon Cantal Auvergne ‏.

## وصلات خارجية
- أبو بكر غيندو على موقع الاتحاد الدولي (مؤرشف)  (الإنجليزية)
- أبو بكر غيندو على موقع قاعدة بيانات كرة القدم.إي يو (الإنجليزية)